# Stazione di Vicovaro
Stazione di Vicovaro vasútállomás Olaszországban, Vicovaro településen.

## Vasútvonalak
Az állomást az alábbi vasútvonalak érintik:
- Róma–Sulmona–Pescara-vasútvonal

## Kapcsolódó állomások
A vasútállomáshoz az alábbi állomások vannak a legközelebb:
- Stazione di Valle dell'Aniene-Mandela-Sambuci
- Stazione di Castel Madama